# Ploužnice (Ralsko)
Ploužnice (německy Plauschnitz) je obnovená vesnice, část města Ralsko v okrese Česká Lípa. Nachází se asi 6 km na severozápad od Kuřívod a 2,5 km na jihovýchod od Mimoně. Prochází zde silnice II/268. Je zde evidováno 88 adres (objektů), resp. 464 adres (71 rodinných domů a 393 bytů). Trvale zde v roce 2011 žilo 839 obyvatel.

## Další informace

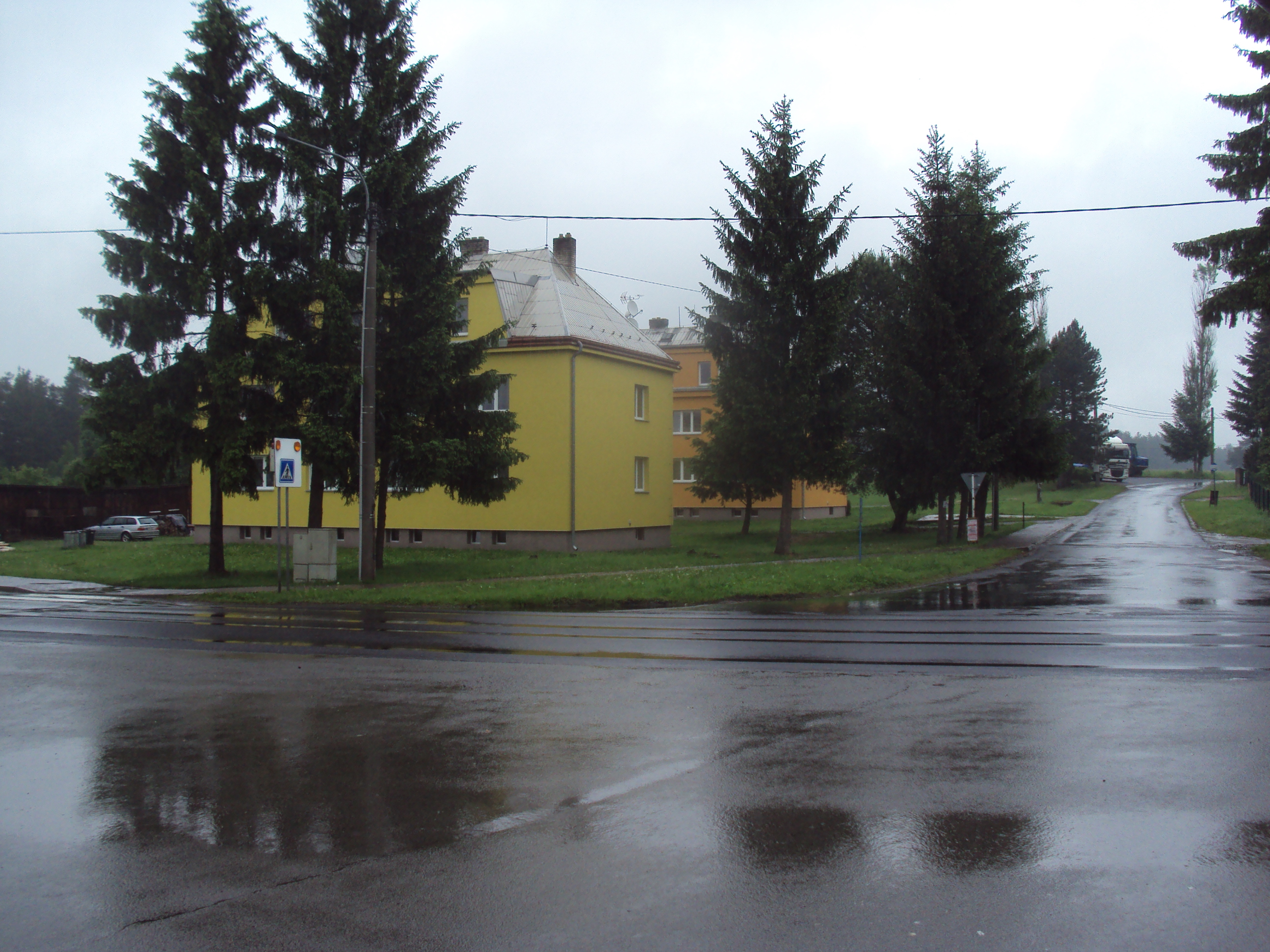
Domky Ploužnice u silnice II/268

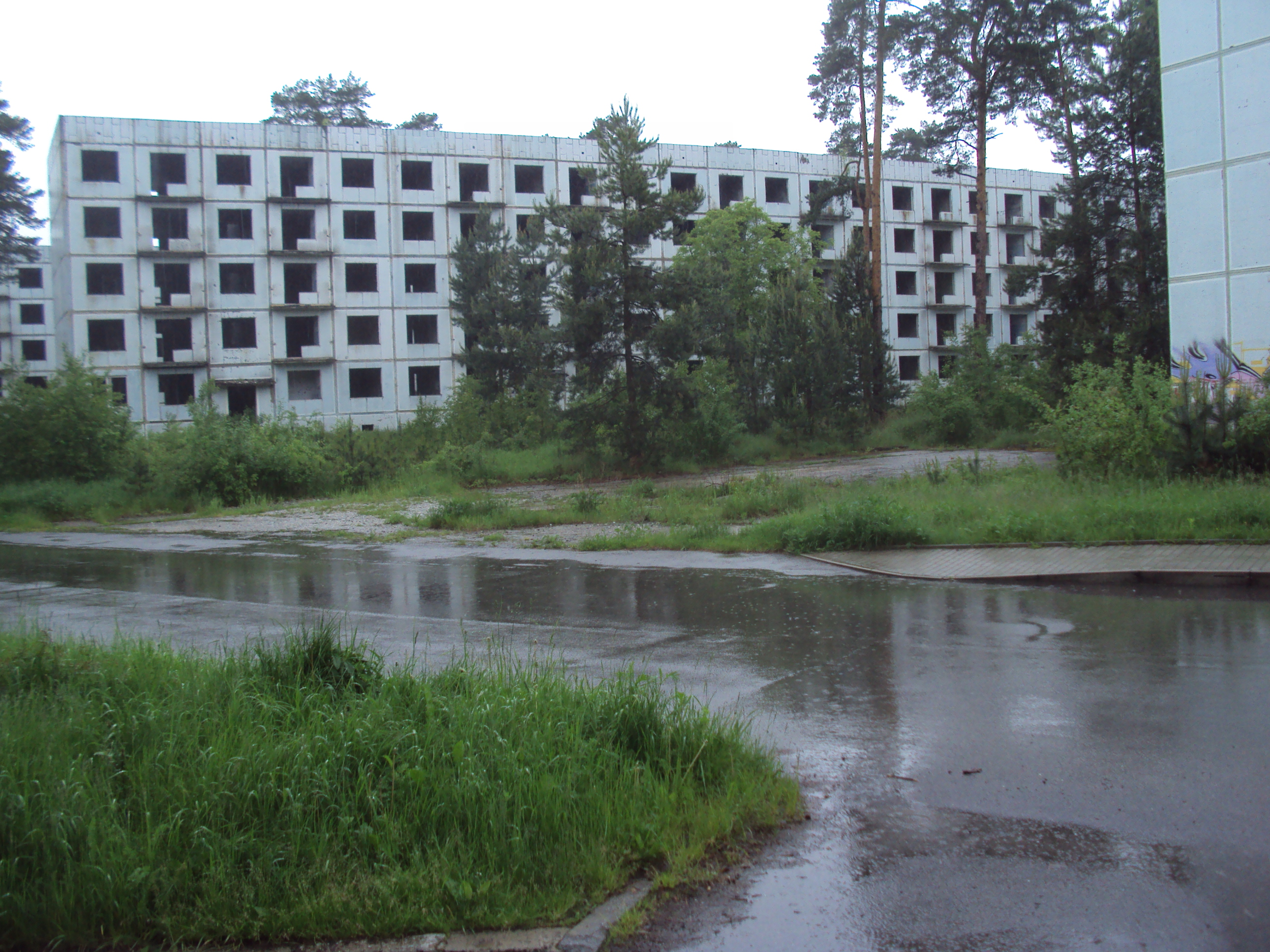
Sídliště v Ploužnici, několik domů je neobydlených

Ploužnice se dělí na dvě části (odděluje je právě silnice II/268) ve dvou různých katastrálních územích: část Ploužnice leží v k. ú. Ploužnice pod Ralskem o rozloze 17,25 km2, část Hradčany-sídliště (někdy zvaná též Ploužnice-sídliště) leží v k. ú. Hradčany nad Ploučnicí o rozloze 25,13 km2. Původní katastrální území bylo Ploužnice a mělo asi o pětinu menší rozlohu.
Sídlo leží v nadmořské výšce 280 metrů a protéká jí od východu na západ Ploužnický potok a na severozápadě vsi se vlévá do Ploučnice. Závěrečný úsek Ploužnického potoka a následný tok Ploučnice až po další ralskou ves Boreček se ochraňuje jako přírodní památka Meandry Ploučnice u Mimoně. Ramenem Ploužnického potoka je Čistecký příkop, který sloužil jako vodní náhon do Lesního závodu.
Sídlem neprochází žádná ze značených turistických tras KČT, vede zde od Mimoně cyklotrasa 241.
Do katastru Ploužnice patří i samota Skelná Huť.

## Historie
První zmínka o původní vsi (německy Plauschnitz či Plaužnice) pochází z roku 1369. Je uváděna jako přináležející místo k hradu Stohánek. Roku 1432 a 1516 se uvádí obec v souvislosti s panstvím Děvín. Název Ploužnice ukazuje na český původ – „plužina = neoratelné pole“. Jak uvádí Chytilův místopis, v roce 1921 při sčítání lidu bylo zapsáno 82 domů a 425 obyvatel (z toho 25 Čechů, 391 Němců a 7 obyvatel bylo nezjišťované národnosti). Farní úřad, četnická stanice, pošta, telegraf byly v Mimoni (4,7 km).
V roce 1947 byla začleněna do vojenského výcvikového prostoru Ralsko, průjezdná hlavní silnice (nyní značená silnice II/268) s příkazem zákaz zastavení zůstala i pro veřejnost. Po obsazení prostoru sovětskou armádou v roce 1968 se na okraji vsi směrem k vojenskému letišti Hradčany postavila řada obytných domů.
Z původních 86 domů zbylo asi jen 37, původní stavby stojí okolo hlavní silnice Mimoň–Kuřívody. Další pak u křižovatky, kde ze silnice odbočuje cesta do sousedního Hvězdova. Několik domů je roztroušeno podél potoka a tři domy stojí u hostince „Blízalka“. Všechny domy jsou v soukromém vlastnictví a zrekonstruovány. Po ostatních stavbách se nenacházejí velké pozůstatky. U Ploužnického rybníka stál mlýn, který je dnes zničený. V blízkosti stály původní zchátralé hospodářské budovy.
V údolí, které oddělovalo Ploužnici a Hvězdov, zbudovali vojáci v sedmdesátých letech tři vodní nádrže. Nádrže zadržují vody Ploužnického potoka, který v těchto místech tekl dvěma koryty v travnaté nivě.
U cesty do Oken, nedaleko rybníka, byla v obci kaple, po které nejsou žádné pozůstatky. Nad obcí v lese stál hřbitov, který dnes připomíná několik povalených náhrobků. Na zbývající části hřbitova roste borový les.
Na katastru Ploužnice bylo za pobytu sovětské posádky vybudováno velké sídliště pro vojáky a teplárna, která vytápěla celý areál. Dnes je většina panelových domů opravena a obydlena. Teplárna vytápí ploužnické sídliště i byty v Mimoni.
Severní část bývalé Ploužnice připadla začátkem roku 1992 městu Mimoni, čímž došlo k duplicitě čísel evidenčních a popisných na území města. To vyřešila až vyhláška č. 4/98 o vytvoření nové části Mimoně s názvem Mimoň VI k 1. 6. 1998.
Původní obec sahala až na východ za Ploužnický rybník. Po zrušení vojenského prostoru připadla tato východní část až k ulici Skašov pod sousední Hvězdov.